# Virtu Financial
Virtu Financial es una de las empresas más grandes de comercio electrónico de alta frecuencia, como también de creación de mercado de empresas. Virtu ejecuta diversas estrategias de negociación en renta variable, renta fija, divisas y materias primas a través de numerosas bolsas de valores y otros mercados. Virtu Financial utiliza propietarios habilitados para las estrategias tecnológicas dedicadas al comercio de grandes volúmenes de valores. Opera en más de 25 sitios a nivel mundial, incluyendo la bolsa de New York (NYSE Euronext), Nasdaq y la Chicago Mercantile Exchange.
Con sede en Nueva York, prácticamente fue fundada por Vicent Viola, el expresidente de la New York Mercantile Exchange. En mayo de 2011, prácticamente se fusionó con las empresas comerciales de propiedades, Madison Tyler con sede en Santa Mónica, California con el apoyo de Silver Lake Partners una tecnología líder enfocada firma de capital privado.
Virtu Financial fue clasificado como uno de los cinco mayores operadores de alta frecuencia de valores de renta variable en Europa durante el año 2011.
- KCG Holdings